# Premis Cóndor de Plata 1997
La 45a edició dels Premis Cóndor de Plata 1997, concedits per l'Asociación de Cronistas Cinematográficos de la Argentina, va tenir lloc el 2 de juny de 1997 on es va reconèixer a les millors pel·lícules argentines estrenades durant l'any 1996.
La cerimònia va ser conduïda per Graciela Borges i Víctor Laplace i va tenir lloc a la sala Pablo Neruda, del Passeig La Plaza. A la mateixa van assistir la secretària de Cultura de la Nació, Beatriz Gutiérrez Walker; el director de l'Instituto Nacional de Cine y Artes Audiovisuales, Julio Márbiz; el cineasta Constantin Costa-Gavras i nombroses figures de l'ambient artístic.
Mirtha Legrand va ser guardonada amb el Premi Còndor de Plata a la Trajectòria, per la seva llarga carrera en la indústria. A més es va brindar un reconeixement a l'historiador i crític Domingo Di Núbila, per la seva aportació a la difusió del cinema nacional, i un altre al realitzador David José Kohon, un dels cineastes més significatius de la generació del seixanta.

## Guanyadors i nominats
| Millor pel·lícula | Millor director |
| --- | --- |
| - Sol de otoño — Eduardo Mignogna - Despabílate amor — Eliseo Subiela - Eva Perón — Juan Carlos Desanzo | - Eduardo Mignogna — Sol de otoño - Eliseo Subiela — Despabílate amor - Juan Carlos Desanzo — Eva Perón                                                                                                   |
| Millor actriu | Millor actor |
| - Esther Goris — Eva Perón - Norma Aleandro — Sol de otoño - China Zorrilla — Besos en la frente - Soledad Silveyra — Despabílate amor                                                                                   | - Federico Luppi — Sol de otoño - Darío Grandinetti — Despabílate amor - José Luis Alfonzo — Carlos Monzón, el segundo juicio - Lito Cruz — Sotto voce                                                    |
| Millor actriu de repartiment | Millor actor de repartiment |
| - Norma Pons — Sotto voce - Alicia Bruzzo — De mi barrio con amor - Gabriela Acher — Sol de otoño - Luisina Brando — El dedo en la llaga                                                                                 | - Juan Leyrado — Despabílate amor - Marcos Zucker — El verso - Martín Adjemián — Sotto voce |
| Millor Revelació Femenina | Millor Revelació Masculina |
| - Leticia Brédice — Años rebeldes - Paulina Rachid — El mundo contra mí - Alejandra Flechner — Besos en la frente - Fabiana García Lago — Flores amarillas en la ventana                                                 | - Martín Karpan — Flores amarillas en la ventana - Favio Posca — El dedo en la llaga - Guillermo Angelelli — Moebius                                                                                      |
| Millor guió original | Millor guió adaptat |
| - José Pablo Feinmann — Eva Perón - Alberto Lecchi i Daniel Romañach — El dedo en la llaga - Eduardo Mignogna i Santiago Carlos Oves — Sol de otoño - Eliseo Subiela — Despabílate amor                                  | - Mario Levin i Roberto Scheuer — Sotto voce - Jacobo Langsner, Luisa Irene Ickowicz i Carlos Galettini — Besos en la frente - Mercedes Frutos — Otra esperanza                                           |
| Millor opera prima | Millor pel·lícula estrangera |
| - Sotto voce — Mario Levin - Rapado — Martín Rejtman - Carlos Monzón, el segundo juicio — Gabriel Arbós - Flores amarillas en la ventana — Víctor Jorge Ruiz - Historias de amor, de locura y de muerte — Nemesio Juárez | - Abans de la pluja — Milcho Manchevsky Macedònia del Nord Regne Unit França - Antonia — Marleen Gorris Països Baixos - Land and Freedom — Ken Loach Regne Unit - Underground — Emir Kusturica Iugoslàvia |
| Millor Fotografia | Millor Muntatge |
| - Marcelo Camorino — Sol de otoño - Abel Peñalba — Moebius - Carlos Torlaschi — Flores amarillas en la ventana - José Luis García — Sotto voce - Juan Carlos Lenardi — Eva Perón                                         | - Norberto Rapado — Al corazón - Juan Carlos Macías — Cazadores de utopías - Miguel Pérez — Hundan al Belgrano' - Moebius — Pablo Giorgelli i Alejandro Brodersohn                                        |
| Millor escenografia | Millor música original |
| - Miguel Angel Lumaldo — Eva Perón - Cristina Nigro — Despabílate amor - Frederico Ostrovsky — Moebius - Graciela Fraguglia — Flores amarillas en la ventana - Graciela Oderigo — Sotto voce                             | - Martín Bianchedi — Despabílate amor - Edgardo Rudnitzky — Sol de otoño - José Luis Castiñeira de Dios — Eva Perón                                                                                       |

## Premis i nominacions múltiples
| Pel·lícula                       | Nominacions |
| -------------------------------- | ----------- |
| Despabílate amor                 | 8           |
| Sol de otoño                     | 8           |
| Eva Perón                        | 7           |
| Sotto voce                       | 7           |
| Flores amarillas en la ventana   | 5           |
| Moebius                          | 4           |
| Besos en la frente               | 3           |
| El dedo en la llaga              | 3           |
| Carlos Monzón, el segundo juicio | 2           |

| Pel·lícula       | Premis |
| ---------------- | ------ |
| Sol de otoño     | 5      |
| Eva Perón        | 3      |
| Sotto voce       | 3      |
| Despabílate amor | 2      |